# Welthockeyspieler
Welthockeyspieler sind die seit 1998 vom Hockey-Weltverband (FIH) jährlich ausgezeichneten besten weiblichen und männlichen Hockeyspieler der Welt. Seit 2001 gibt es außerdem Auszeichnungen für Spieler unter 23 Jahren. Seit 2014 werden auch die Hockey-Welttorhüter des Jahres und die besten Trainer gewählt. 2015 wurden auch die besten Schiedsrichter ausgezeichnet. Wegen der Covid-19-Pandemie wurden die Titel für 2020 nicht vergeben.
Von 2006 bis 2011 benannte der Weltverband auch ein FIH All-Star-Team, das achtzehn Spieler aus verschiedenen Nationen und zwei Trainer umfasste.

## Damen
| Jahr    | Damen                      | Juniorinnen         | Torfrau        | Trainer          | Schiedsrichterin |
| ------- | -------------------------- | ------------------- | -------------- | ---------------- | ---------------- |
| 1998    | Alyson Annan               |                     |                |                  |                  |
| 1999    | Natascha Keller            |                     |                |                  |                  |
| 2000    | Alyson Annan               |                     |                |                  |                  |
| 2001    | Luciana Aymar              | Angie Skirving      |                |                  |                  |
| 2002    | Cecilia Rognoni            | Agustina García     |                |                  |                  |
| 2003    | Mijntje Donners            | Maartje Scheepstra  |                |                  |                  |
| 2004    | Luciana Aymar              | Agustina Garcia     |                |                  |                  |
| 2005    | Luciana Aymar              | Maartje Goderie     |                |                  |                  |
| 2006    | Minke Booij                | Park Mi-hyun        |                |                  |                  |
| 2007    | Luciana Aymar              | Maike Stöckel       |                |                  |                  |
| 2008    | Luciana Aymar              | Maartje Paumen      |                |                  |                  |
| 2009    | Luciana Aymar Naomi Van As | Casey Eastham       |                |                  |                  |
| 2010    | Luciana Aymar              | Zhao Yudiao         |                |                  |                  |
| 2011    | Maartje Paumen             | Stacey Michelsen    |                |                  |                  |
| 2012    | Maartje Paumen             | Anna Flanagan       |                |                  |                  |
| 2013    | Luciana Aymar              | Maria Verschoor     |                |                  |                  |
| 2014    | Ellen Hoog                 | Florencia Habif     | Joyce Sombroek | Max Caldas       |                  |
| 2015    | Lidewij Welten             | Lily Owsley         | Joyce Sombroek | Karen Brown      | Michelle Joubert |
| 2016    | Naomi van As               | María José Granatto | Maddie Hinch   |                  |                  |
| 2017    | Delfina Merino             | María José Granatto | Maddie Hinch   |                  |                  |
| 2018    | Eva de Goede               | Lucina von de Heyde | Maddie Hinch   |                  |                  |
| 2019    | Eva de Goede               | Lalremsiani         | Rachael Lynch  | Alyson Annan     |                  |
| 2020/21 | Gurjit Kaur                |                     | Savita Punia   |                  |                  |
| 2021/22 | Felice Albers              | Mumtaz Khan         | Savita Punia   | Janneke Schopman | Amber Church     |

## Herren
| Jahr    | Herren               | Junioren             | Torwart         | Trainer          | Schiedsrichter |
| ------- | -------------------- | -------------------- | --------------- | ---------------- | -------------- |
| 1998    | Stephan Veen         |                      |                 |                  |                |
| 1999    | Jay Stacy            |                      |                 |                  |                |
| 2000    | Stephan Veen         |                      |                 |                  |                |
| 2001    | Florian Kunz         | Tibor Weißenborn     |                 |                  |                |
| 2002    | Michael Green        | Jamie Dwyer          |                 |                  |                |
| 2003    | Teun de Nooijer      | Grant Schubert       |                 |                  |                |
| 2004    | Jamie Dwyer          | Santi Freixa         |                 |                  |                |
| 2005    | Teun de Nooijer      | Robert van der Horst |                 |                  |                |
| 2006    | Teun de Nooijer      | Christopher Zeller   |                 |                  |                |
| 2007    | Jamie Dwyer          | Mark Knowles         |                 |                  |                |
| 2008    | Pol Amat             | Eddie Ockenden       |                 |                  |                |
| 2009    | Jamie Dwyer          | Ashley Jackson       |                 |                  |                |
| 2010    | Jamie Dwyer          | Tobias Hauke         |                 |                  |                |
| 2011    | Jamie Dwyer          | Matthew Swann        |                 |                  |                |
| 2012    | Moritz Fürste        | Florian Fuchs        |                 |                  |                |
| 2013    | Tobias Hauke         | Christopher Rühr     |                 |                  |                |
| 2014    | Mark Knowles         | Gonzalo Peillat      | Jaap Stockmann  | Ric Charlesworth |                |
| 2015    | Robert van der Horst | Christopher Rühr     | David Harte     | Craig Fulton     | Nathan Stagno  |
| 2016    | John-John Dohmen     | Arthur Van Doren     | David Harte     |                  |                |
| 2017    | Arthur Van Doren     | Arthur Van Doren     | Vincent Vanasch |                  |                |
| 2018    | Arthur Van Doren     | Arthur de Sloover    | Vincent Vanasch |                  |                |
| 2019    | Manpreet Singh       | Vivek Prasad         | Vincent Vanasch | Colin Batch      |                |
| 2020/21 | Harmanpreet Singh    |                      | P. R. Sreejesh  |                  |                |
| 2021/22 | Harmanpreet Singh    | Timothée Clément     | P. R. Sreejesh  | Graham Reid      | Coen van Bunge |

## Team
Ein FIH All-Star-Team wurde nur von 2006 bis 2011 benannt.
| Jahr | Damen | Herren |
| ---- | --- | --- |
| 2006 | Nikki Hudson Fu Baorong Sylvia Karres Natascha Keller Kaori Chiba Luciana Aymar Park Mi-hyun Silvia Munoz Escude Fanny Rinne Miek van Geenhuizen Minke Booij Magdalena Aicega Akemi Kato Angie Skirving Crista Cullen Janneke Schopman Amy Tran Maria Jesús Rosa Duran Coach : Marc Lammers Coach : Frank Murray | Jamie Dwyer Santiago Freixa Christopher Zeller Pol Amat Shakeel Abbassi Teun de Nooijer Brent Livermore Kim Yong-bae Jeroen Delmee Tibor Weißenborn Taeke Taekema Philipp Crone Bevan George Hayden Shaw Richard Mantell Dilip Tirkey Stephen Mowlam Ulrich Bubolz Coach : Barry Dancer Coach : Bernhard Peters         |
| 2007 | Amy Tran Maria Jesús Rosa Duran Minke Booij Tina Bachmann Janneke Schopman Magdalena Aicega Crista Cullen Ma Yibo Luciana Aymar Fanny Rinne Maartje Goderie Marsha Marescia Madonna Blyth Maike Stöckel Marilyn Agliotti Kaori Chiba Peta Gallagher Park Mi-hyun Coach : Marc Lammers Coach : Michael Behrmann   | Guus Vogels Ulrich Bubolz Taeke Taekema Robert van der Horst Bevan George Sergi Enrique Dilip Tirkey Mark Knowles Teun de Nooijer Tibor Weißenborn Brent Livermore Ryan Archibald Dilawar Hussain Jamie Dwyer Matthias Witthaus Moritz Fürste Eduard Tubau Seo Jong-ho Coach : Roelant Oltmans Coach : Maurits Hendriks |
| 2008 | Naomi van As Luciana Aymar Tina Bachmann Minke Booij Kaori Chiba Fu Baorong Alejandra Gulla Rachel Imison Natascha Keller Lee Seon-ok Ma Yibo Maartje Paumen Carla Rebecchi Fanny Rinne María Jesús Rosa Duran Janneke Schopman Song Qingling Melanie Wells Coach : Marc Lammers Coach : Chang Back Kim          | Pol Amat Sebastian Biederlack Rehan Butt Jamie Dwyer Santi Freixa Bevan George Rodrigo Garza Robert van der Horst Alistair McGregor Barry Middleton Teun de Nooijer Eddie Ockenden Seo Jong-ho Eduard Tubau Guus Vogels Tibor Weißenborn Timo Wess Matthias Witthaus Coach : Maurits Hendriks Coach : Markus Weise      |
| 2009 | Luciana Aymar Belén Succi Noel Barrionuevo Madonna Blyth Tony Cronk Casey Eastham Fu Baorong Ma Yibo Helen Richardson Tina Bachmann Natascha Keller Miyuki Nakagawa Surinder Kaur Naomi van As Maartje Paumen Janneke Schopman Gemma Flynn Marsha Marescia Coach : Carlos Retegui Coach : Frank Murray           | Jamie Dwyer Mark Knowles Eddie Ockenden Barry Middleton Ashley Jackson Rob Short Pol Amat Moritz Fürste Maximilian Müller Christopher Zeller Seo Jong-ho Lee Myung-ho Prabhjot Singh Taeke Taekema Teun de Nooijer Simon Child Salman Akbar Austin Smith Coach : Ric Charlesworth Coach : Markus Weise                  |
| 2010 | Luciana Aymar Agustina García Noel Barrionuevo Carla Rebecchi Casey Eastham Madonna Blyth Fu Baorong Zhao Yudiao Helen Richardson Beth Storry Crista Cullen Natascha Keller Rani Rampal Maartje Paumen Naomi van As Joyce Sombroek Kayla Sharland Marsha Marescia Coach : Carlos Retegui Coach : Danny Kerry     | Jamie Dwyer Ashley Jackson Rehan Butt Barry Middleton David Alegre Des Abbott Eddie Ockenden Guus Vogels James Fair Seo Jong-ho Lucas Vila Matthias Witthaus Maximilian Müller Moritz Fürste Nick Wilson Sardar Singh Teun de Nooijer Tobias Hauke Coach : Ric Charlesworth Coach : Markus Weise                        |
| 2011 | Yvonne Frank Joyce Sombroek Willemijn Bos Julia Müller Noel Barrionuevo Kobie McGurk Katelyn Falgowski Luciana Aymar Helen Richardson Maartje Paumen Gemma Flynn Kim Da-rae Alex Danson Natascha Keller Carla Rebecchi Agustina García Anita Punt Pietie Coetzee Coach : Mark Hager Coach : Max Caldas           | David van Rysselberghe Max Weinhold Félix Denayer Maximilian Müller Ramón Alegre Wouter Jolie Matthew Swann Tobias Hauke Moritz Fürste Sardar Singh Teun de Nooijer Eddie Ockenden Tom Boon Florian Fuchs Jamie Dwyer Nick Wilson Lucas Vila Santi Freixa Coach : Colin Batch Coach : Paul Revington                    |